# ベトナム軍事歴史博物館
ベトナム軍事歴史博物館（ベトナム語: Bảo tàng Lịch sử Quân sự Việt Nam）はベトナム人民軍が運営する軍事博物館。ベトナムのすべての軍事博物館における指導的地位にある博物館である。15万点以上の文書や関連品を収蔵し、展示している。その中には、『国宝』に指定された4点である、MiG-21戦闘機2機（4234号機、5121号機）、ホー・チ・ミン作戦の決定に使用された地図、
統一会堂に突入したT-54B戦車（843号車）を含む。博物館はハノイのバディン区ディエンビエンフー通り28Aに位置し、レーニン公園と向かい合っていたが、2024年11月1日からは市西部の新たな敷地に開設されている。

## 歴史
1945年11月23日に『文化遺産の保全』を目的としてホー・チ・ミン主席が発令した65/SL-TN号令を受けて、ベトナム国防部指導下の諸機関は、文書、写真、物品の収集と保全を開始した。それらを基礎に、1954年の終わりごろ、総合軍事委員会（中央軍事委員会の前身）は軍事博物館の設立方針を決め、13名からなる軍事博物館建設委員会を発足した。
軍事博物館建設委は発足後、保存作業に関する文書の作成に取り組み、人民軍政治総局による資料収集を支援した。軍のそれぞれの部隊に『伝統室』が作られ、資料は博物館へ寄贈するためここに集められた。3年以上の建設と展示作業の後、1959年12月21日、ベトナム人民軍創立15周年を記念して、軍事歴史博物館は正式に一般客へ公開された。
博物館の建設完了と開館後、博物館建設委は政治総局宣伝局下の軍事博物館部へと移行し、『観覧客の迎え入れとガイド、収蔵物の保全、展示システムのメンテナンス』を担っている。

## ギャラリー

屋外展示スペースのパノラマ
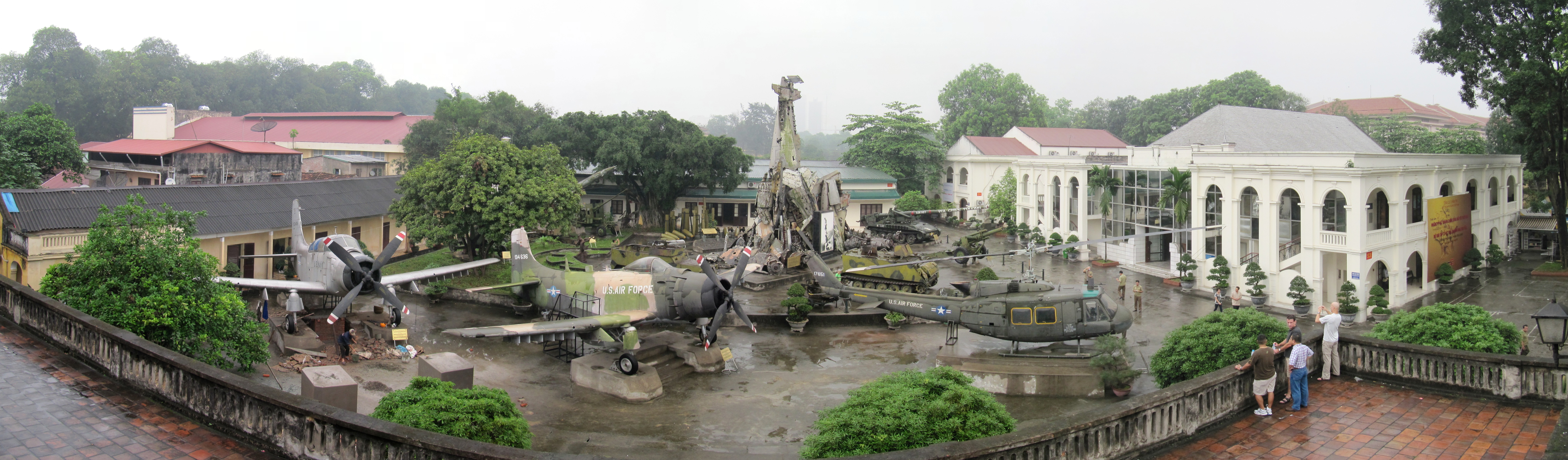

T-54戦車（985号車）
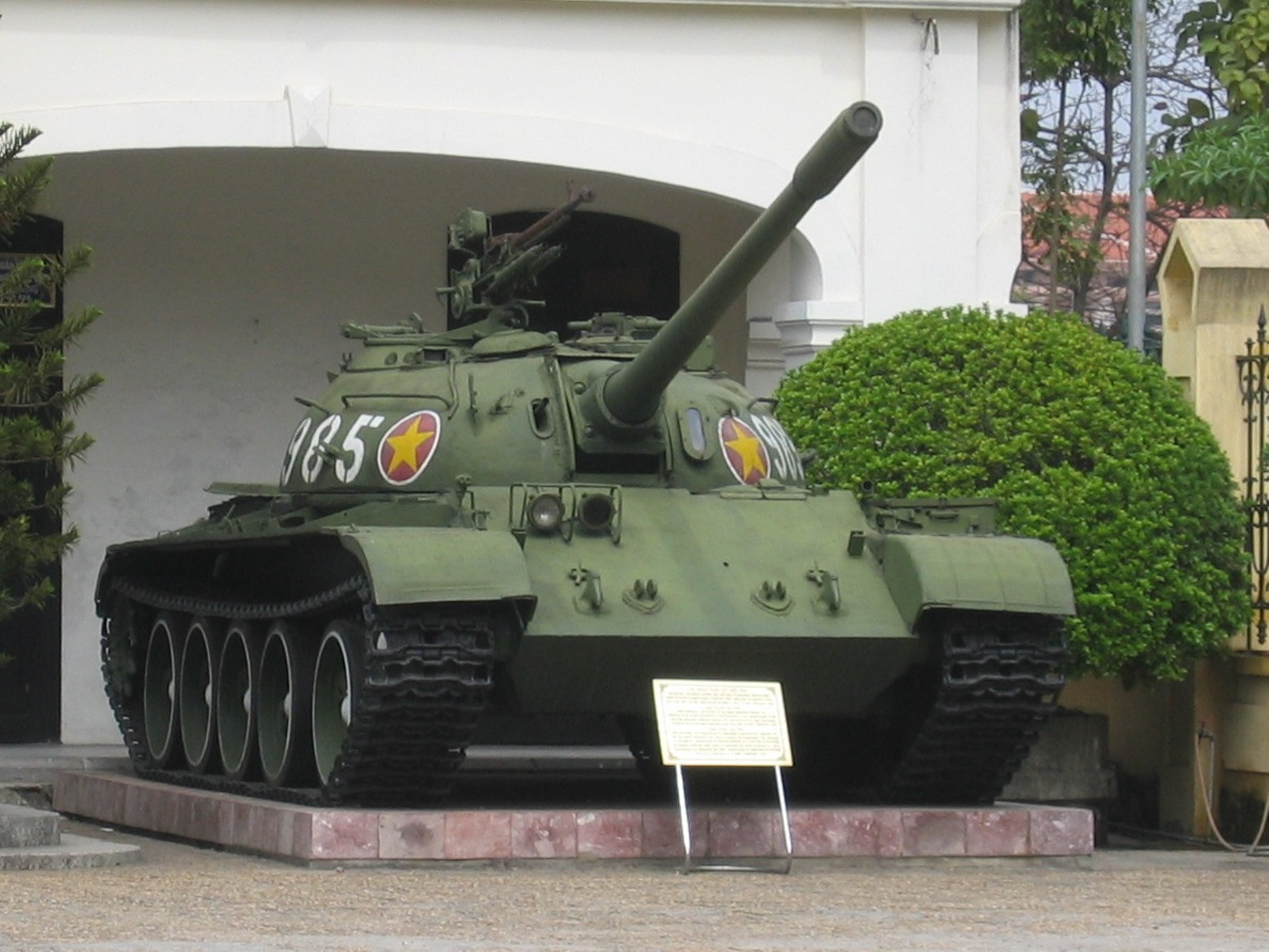
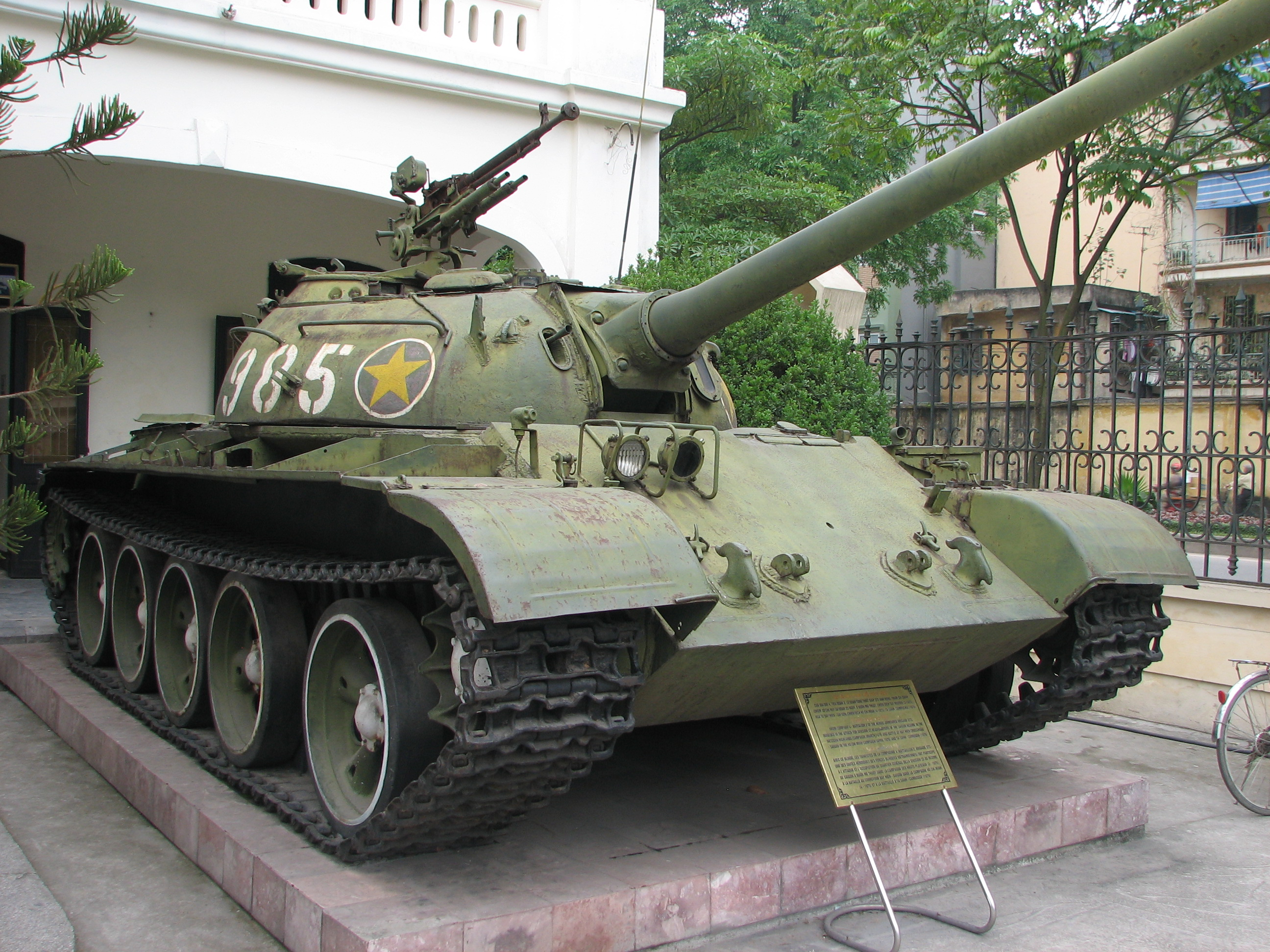

M48パットン戦車
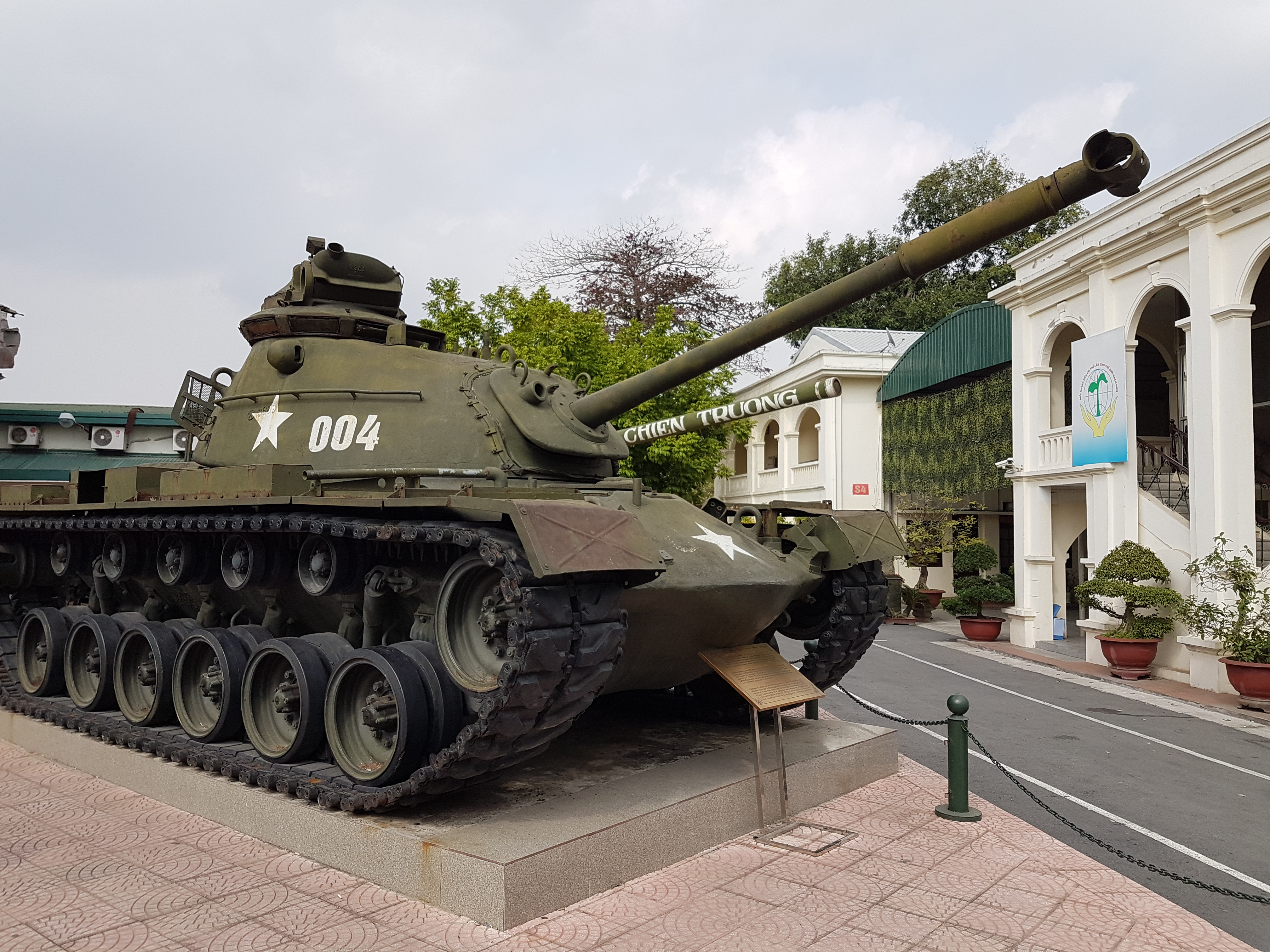
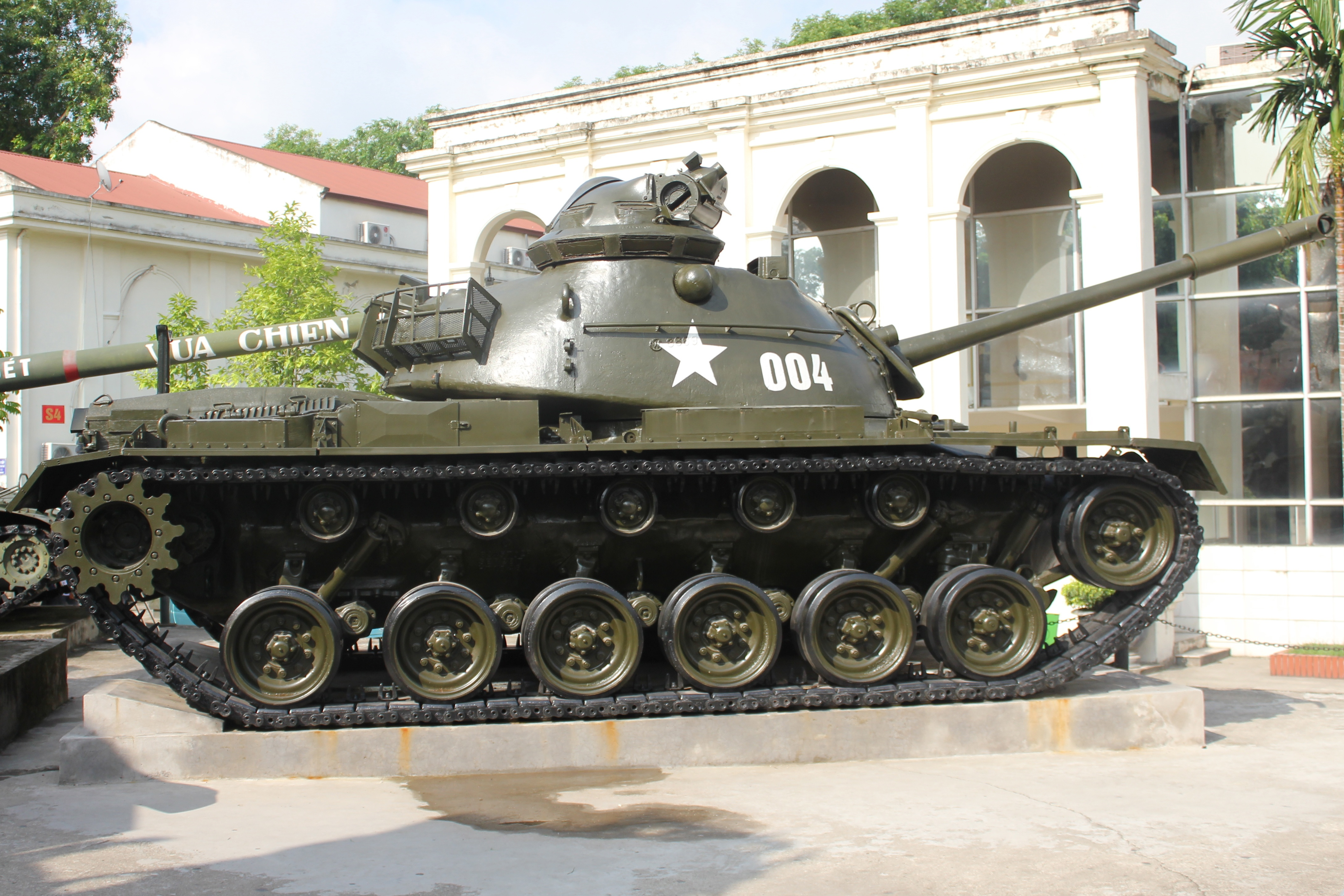

1975年4月30日に統一会堂（当時は南ベトナム大統領府）のフェンスを破って突入したT-54戦車（843号車）
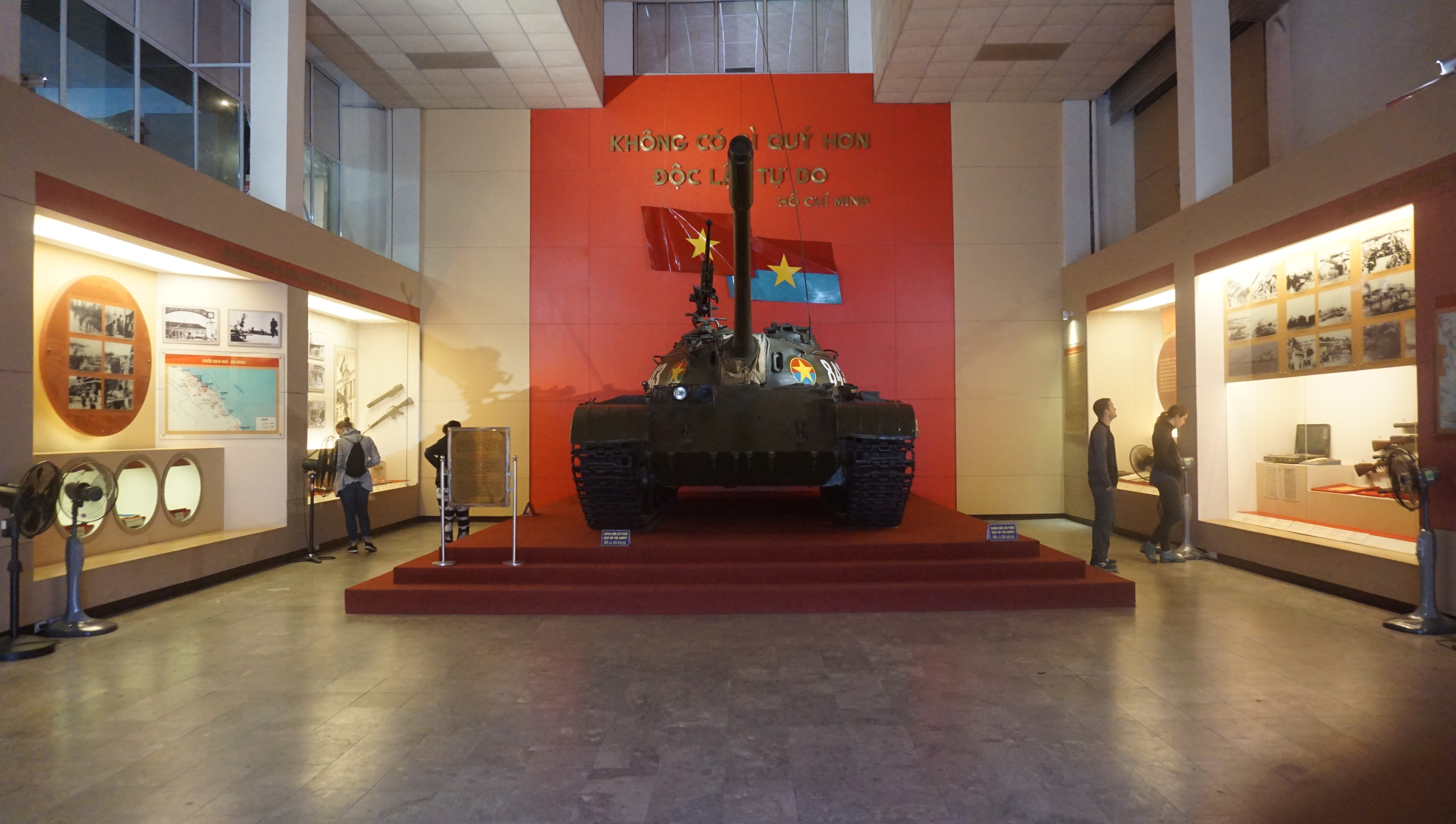
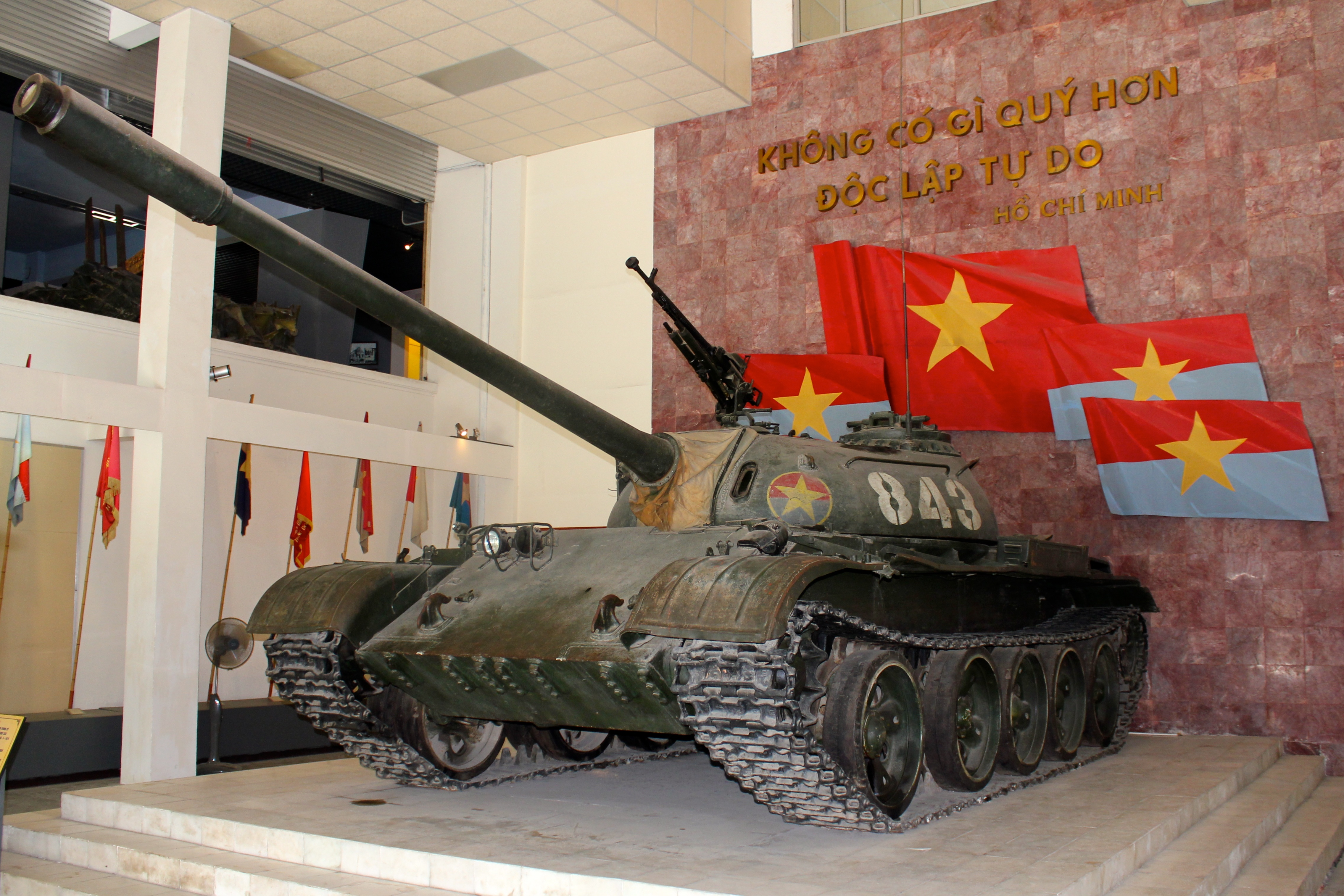
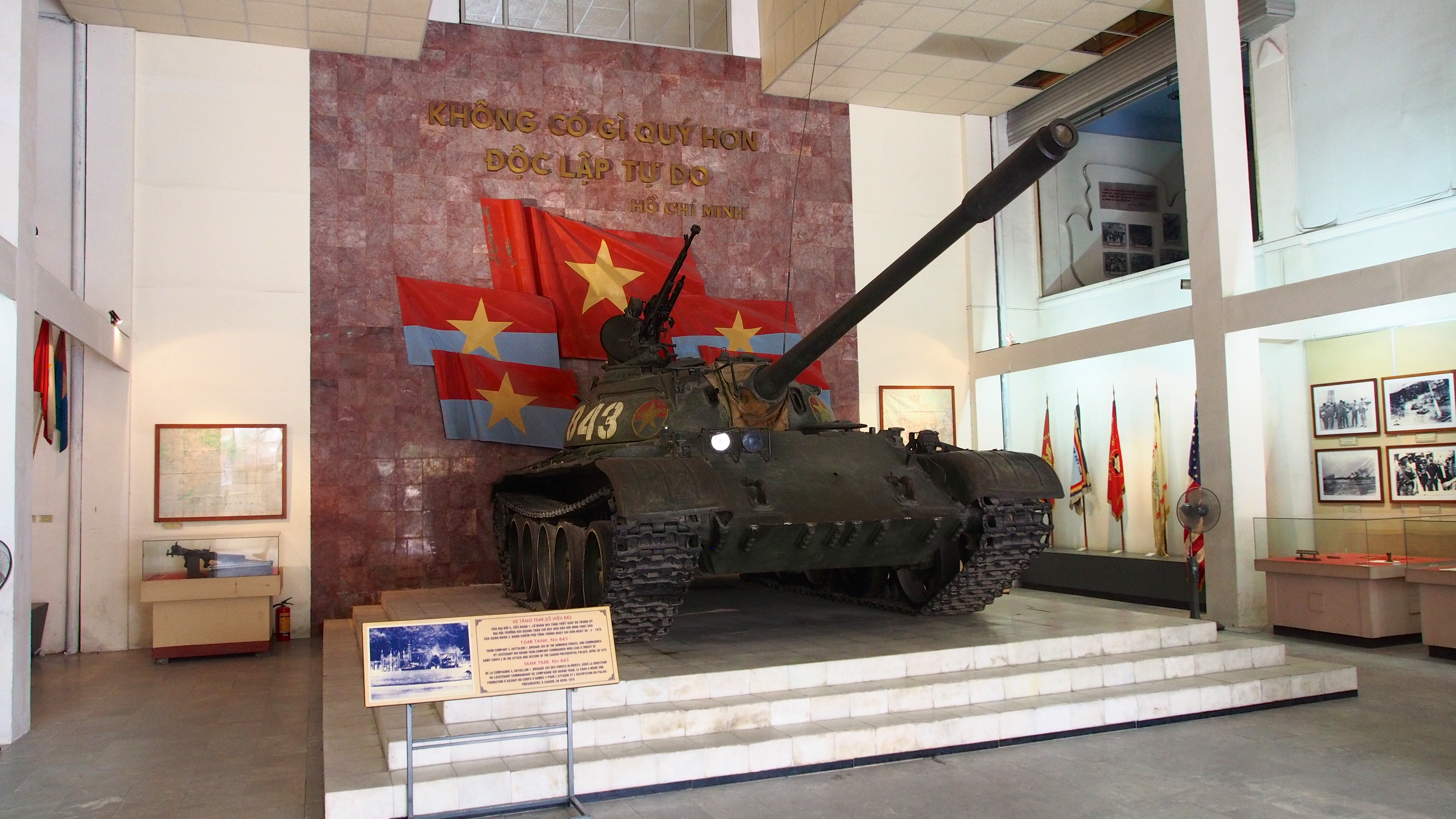
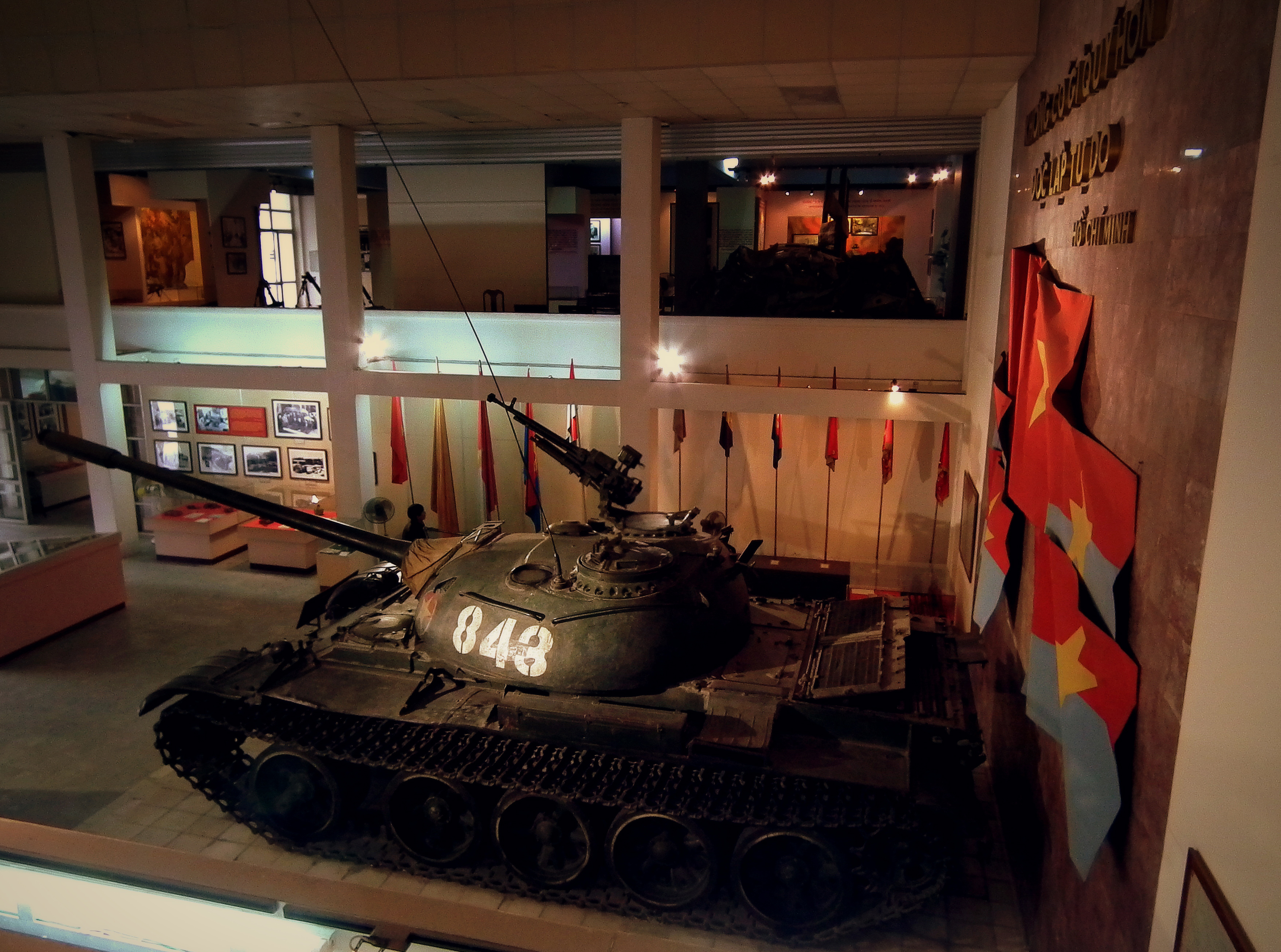